# تپه استخر آهکی
تپه استخر آهکی مربوط به عصر مفرغ - عصر آهن - سده‌های میانه و متأخر دوران‌های تاریخی پس از اسلام است و در شهرستان بروجرد، بخش مرکزی، دهستان والانجرد، ۱/۱ کیلومتری شمال روستای قشلاق واقع شده و این اثر در تاریخ ۲۲ اسفند ۱۳۸۵ با شمارهٔ ثبت ۱۸۱۶۶ به‌عنوان یکی از آثار ملی ایران به ثبت رسیده است.